# Statua di Berardo Maggi
La Statua di Berardo Maggi è un'opera scultorea realizzata in locale marmo di Botticino attorno al primo quarto del XIV secolo e conservata nel museo di Santa Giulia di Brescia.
Realizzata da uno sconosciuto maestro per impreziosire la fontana collocata in uno dei due chiostri del convento agostiniano di San Barnaba, nonostante qualche riserva della critica più recente si ritiene che rappresenti la figura di Berardo Maggi, vescovo di Brescia dal 1275 al 1308 e, dal 1298 sino alla morte, principe e signore della città.
Egli è raffigurato, seppure privo degli avambracci e della testa, in atteggiamento benedicente con la mano destra e assiso, riecheggiando in maniera piuttosto evidente modelli antichi ed imperiali, su un trono sorretto da svariate figure ed animali mitologici.

## Storia

### La signoria di Berardo Maggi e un disegno ideologico
Nominato vescovo di Brescia nel 1275, Berardo Maggi ottenne nel 1298 la signoria della città rappacificando le fazioni guelfe e ghibelline cittadine fino a quel momento coinvolte in gravi scontri e tensioni. Il Maggi infatti assunse, con lungimiranza e acume politico, il ruolo di intermediario tra i due schieramenti siglando la cosiddetta Pace di Berardo Maggi, che divenne un evento cruciale nella sua narrazione ideologica degli anni successivi ed elemento fondativo della sua signoria: egli, infatti, avviò un programma politico, artistico ed ideologico per cui questo episodio fu raffigurato in molteplici opere artistiche, quali un affresco conservato nel broletto cittadino e lungo gli acroteri della sua stessa arca funeraria, conservata nel Duomo vecchio.
Emerge in maniera evidente, dunque, un laborioso progetto di promozione della sua persona e di affermazione dell'autorità episcopale, oltre che di una complessa politica di cui le opere sopra citate e la statua stessa sono le uniche pervenuteci, ma che di certo in origine dovettero essere molte di più.

### La committenza della statua e il convento di San Barnaba

La facciata barocca della chiesa di San Barnaba, rimaneggiata nel corso del '600.

In quest'ottica dunque va inquadrata la committenza della statua monumentale della fontana, che già a partire dal XVII secolo viene ricordata dai cronisti come un elemento celebrativo della politica episcopale di Berardo Maggi, peraltro molto attivo nel promuovere lo sviluppo del convento agostiniano di San Barnaba in cui la statua venne poi collocata. Non a caso, lo stesso Paolo Brognoli nella sua guida della città di Brescia, redatta nel 1826, ricorda che i frati «in onore e benemerenza [...]. gli eressero una statua che ancora esiste in un cortiletto presso la sagrestia tutta mutilata e rovinata».
L'interesse del Maggi per il convento di San Barnaba si palesò in un primo momento quando egli, come anche ricordato dal cronista bresciano Giacomo Malvezzi, promosse una ricostruzione della chiesa e dei chiostri nel 1286, garantendo inoltre un sostentamento economico costante per l'ente religioso nel corso degli anni. Il vescovo intervenne ancora una volta a favore del convento agostiniano quando, nel corso del 1306, provvide tramite il suo conestabile alla mancanza di acqua di cui si erano lamentati gli stessi frati. Questa vicenda pare collegarsi non casualmente alla stessa statua monumentale della fontana, che, come detto, era stata concepita in origine come il coronamento dello stelo centrale della medesima, costituendo un insieme decorativo di una certa complessità plastica.

### La statua tra Ottocento e Novecento
A seguito delle soppressioni e spoliazioni di ordini religiosi operati in modo sistematico durante l'età napoleonica, anche per quello di san Barnaba si ebbe larga parte dei beni e arredi di culto dell'ex convento e la stessa statua di Berardo Maggi andò incontro ad un analogo destino. Nondimeno, è possibile grazie a due documenti datati 1838 ricostruire le vicende del manufatto scultoreo e collegarlo in maniera certa alla figura del vescovo bresciano, venendo quindi a sapere che, dopo le alienazioni di età napoleonica, esso era stato smontato e nel processo forse anche irreparabilmente danneggiato; in seguito donato dal canonico Ludovico Pavoni all'Ateneo di Brescia per il Museo Patrio appena costituito.

## Descrizione

### La figura di Berardo Maggi
La statua risulta essere priva del capo, degli avambracci e anche dei braccioli dello scranno, con la figura del Maggi raffigurata assisa su un faldistorium: vestito riccamente di tutti i paramenti liturgici tipici delle messe pontificali, il vescovo bresciano indossa un'ampia casula e sotto di essa si intravede una dalmatica dalle intricate trame sulla bordatura delle maniche. Grazie alle infule presenti nella parte alta della schiena, si può inoltre affermare con certezza che egli indossasse la tipica mitra vescovile, sebbene la perdita del capo non permetta di compiere una ricognizione completa sulla tipologia raffigurata. Nonostante poi la mancanza di entrambi gli avambracci, è possibile ipotizzare che il vescovo tenesse in mano il Vangelo, certamente non il pastorale, poiché si sarebbero avuti dei resti dell'asta nella sezione inferiore della scultura. Con la mano destra, è logico supporre che effettuasse il tipico gesto della benedizione, raffigurato allo stesso modo nell'arca sepolcrale conservata nel Duomo vecchio della città.

### L'apparato iconografico
Lo scranno su cui è seduto il vescovo bresciano risulta essere posizionato al di sopra di un globo, con la parte inferiore del faldistorium che infatti ne abbraccia la calotta superiore: la stessa sfera è decorata con strigliature e ciò rievoca in maniera evidente elementi decorativi di arche sepolcrali e un richiamo all'antico. Rimando ancora più forte all'arte classica sono le teste di quattro leoni presenti sulla stessa superficie della sfera e a cui si collegano le terminazioni della cattedra vescovile: dalle bocche dei quattro animali fuoriusciva anticamente l'acqua della fontana, creando un effetto piuttosto scenografico con l'acqua che, una volta colmata la cisterna e raggiunto il limite della sfera, traboccava dalle teste leonine.
Nella parte posteriore della sfera tra l'altro sono presenti altri due punti da cui l'acqua sgorgava: si tratta di fauci di una creatura marina le cui fattezze, oltre a rifarsi alla mitologia classica, alludono alla fisionomia di un drago o anche di un'idra. Nella porzione anteriore invece figura un atlante dalla cui bocca fuoriusciva un ulteriore getto d'acqua; raffigurato nell'atto di sostenere la volta celeste e il suppedaneum su cui poggia i piedi il Maggi, al di sotto si trova un basilisco morso da due fiere che costituiscono le basi laterali dei poggiapiedi.
Nel complesso, l'apparato iconografico risulta articolato in un complesso programma che rielabora miti della cultura classica in chiave cristiana, con un evidente fine celebrativo del potere religioso e temporale di cui il Maggi intendeva fregiarsi: ciò in particolare risulta evidente se si osserva che l'idra viene dominata dalla figura del vescovo bresciano, sottomessa dalle figure leonina e purificata anche dagli zampillii dell'acqua, essendo quest'ultima percepita, secondo la sensibilità cristiana, appunto come elemento purificatore. Nella parte inferiore della statua risiede il male, che però viene schiacciato dalla figura trionfante del Maggi e che quindi per simbolismo è accostato alla figura del Cristo vittorioso sulla morte.